# Alessio Castro-Montes
Alessio Castro-Montes (Tongeren, Bélgica, 17 de mayo de 1997) es un futbolista belga que juega de defensa en el Union Saint-Gilloise de la Primera División de Bélgica.

## Vida privada
Alessio nació en Bélgica, aunque su padre es español, y su madre belga.

## Trayectoria
Castro-Montes comenzó su carrera deportiva en el Sint-Truidense de la Jupiler Pro League, en 2015, fichando en 2017 por el KAS Eupen, también de la máxima categoría belga.

### Gante
En 2019 fichó por el K. A. A. Gante, uno de los clubes punteros de la Primera División de Bélgica.

## Estadísticas

### Clubes
Actualizado al último partido disputado el 19 de octubre de 2024.
| Club                                  | Div.          | Temporada     | Liga  | Liga  | Liga   | Copas nacionales | Copas nacionales | Copas nacionales | Copas internacionales | Copas internacionales | Copas internacionales | Total | Total | Total  |
| Club                                  | Div.          | Temporada     | Part. | Goles | Asist. | Part.            | Goles            | Asist.           | Part.                 | Goles                 | Asist.                | Part. | Goles | Asist. |
| ------------------------------------- | ------------- | ------------- | ----- | ----- | ------ | ---------------- | ---------------- | ---------------- | --------------------- | --------------------- | --------------------- | ----- | ----- | ------ |
| Sint-Truidense · Bélgica              | 1.ª           | 2015-16       | 1     | 0     | 0      | 0                | 0                | 0                | —                     | —                     | —                     | 1     | 0     | 0      |
| Sint-Truidense · Bélgica              | Total club    | Total club    | 1     | 0     | 0      | 0                | 0                | 0                | 0                     | 0                     | 0                     | 1     | 0     | 0      |
| K. A. S. Eupen · Bélgica              | 1.ª           | 2017-18       | 14    | 0     | 0      | 1                | 0                | 0                | —                     | —                     | —                     | 15    | 0     | 0      |
| K. A. S. Eupen · Bélgica              | 1.ª           | 2018-19       | 22    | 2     | 0      | 2                | 0                | 0                | —                     | —                     | —                     | 24    | 2     | 0      |
| K. A. S. Eupen · Bélgica              | Total club    | Total club    | 36    | 2     | 0      | 3                | 0                | 0                | 0                     | 0                     | 0                     | 39    | 2     | 0      |
| K. A. A. Gante · Bélgica              | 1.ª           | 2019-20       | 21    | 2     | 3      | 2                | 0                | 0                | 8                     | 0                     | 0                     | 31    | 2     | 3      |
| K. A. A. Gante · Bélgica              | 1.ª           | 2020-21       | 37    | 7     | 2      | 2                | 0                | 0                | 9                     | 0                     | 0                     | 48    | 7     | 2      |
| K. A. A. Gante · Bélgica              | 1.ª           | 2021-22       | 35    | 3     | 7      | 5                | 1                | 0                | 13                    | 0                     | 0                     | 53    | 4     | 7      |
| K. A. A. Gante · Bélgica              | 1.ª           | 2022-23       | 31    | 1     | 4      | 4                | 0                | 0                | 11                    | 0                     | 1                     | 46    | 1     | 5      |
| K. A. A. Gante · Bélgica              | 1.ª           | 2023-24       | 1     | 0     | 0      | 0                | 0                | 0                | 3                     | 0                     | 1                     | 4     | 0     | 1      |
| K. A. A. Gante · Bélgica              | Total club    | Total club    | 125   | 13    | 13     | 13               | 1                | 0                | 44                    | 0                     | 2                     | 182   | 14    | 15     |
| Royale Union Saint-Gilloise · Bélgica | 1.ª           | 2023-24       | 33    | 4     | 3      | 4                | 0                | 0                | 10                    | 0                     | 0                     | 47    | 4     | 3      |
| Royale Union Saint-Gilloise · Bélgica | 1.ª           | 2024-25       | 10    | 0     | 3      | 1                | 0                | 0                | 4                     | 0                     | 0                     | 15    | 0     | 3      |
| Royale Union Saint-Gilloise · Bélgica | Total club    | Total club    | 43    | 4     | 6      | 5                | 0                | 0                | 14                    | 0                     | 0                     | 62    | 4     | 6      |
| Total carrera                         | Total carrera | Total carrera | 205   | 19    | 19     | 21               | 1                | 0                | 58                    | 0                     | 2                     | 284   | 20    | 21     |

## Palmarés

### Títulos nacionales
| Título                      | Club                 | País    | Año  |
| --------------------------- | -------------------- | ------- | ---- |
| Copa de Bélgica             | K. A. A. Gante       | Bélgica | 2022 |
| Copa de Bélgica             | Union Saint-Gilloise | Bélgica | 2024 |
| Supercopa de Bélgica        | Union Saint-Gilloise | Bélgica | 2024 |
| Primera División de Bélgica | Union Saint-Gilloise | Bélgica | 2025 |